# Benoît Hamon

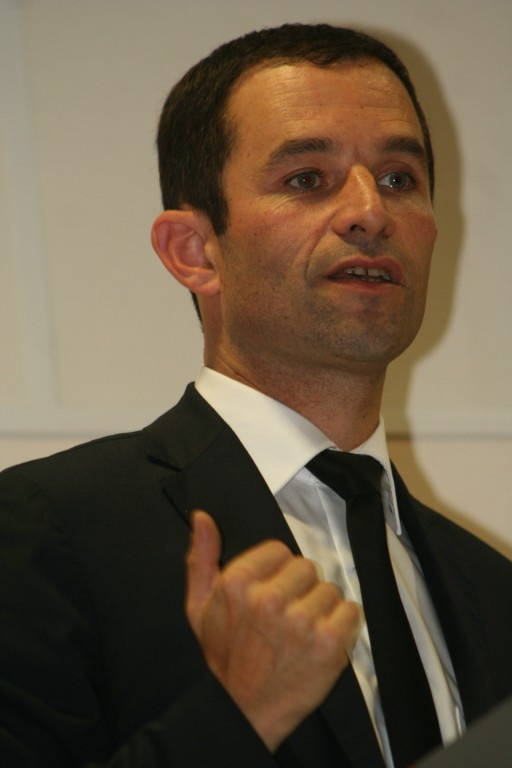
Benoît Hamon (2010)

Benoît Hamon (26 iunie 1967) este un om politic francez, membru al Parlamentului European în perioada 2004-2009 din partea Franței.